# Wind Beneath My Wings
Singles de Bette Midler
Under the Boardwalk
(1989) From a Distance
(1990)
Clip vidéo
[vidéo] « Wind Beneath My Wings », sur YouTube
Singles de Gary Morris
The Love She Found in Me
(1983) Why Lady Why
(1983)
Wind Beneath My Wings est une chanson écrite en 1982 par Jeff Silbar et Larry Henley,,,.
Depuis 1982, la chanson a été enregistrée par beaucoup d'artistes, y compris Roger Whittaker, Sheena Easton, Lee Greenwood, Lou Rawls, B.J. Thomas, Gladys Knight & The Pips, Gary Morris et Bette Midler,,,,. La plus célèbre étant celle de Bette Midler du film Au fil de la vie sorti en 1988.

## Histoire
La chanson a été initialement enregistrée et publiée par Roger Whittaker en 1982. Sa version a été produite par Chet Atkins,.
La version la plus célèbre de la chanson est celle enregistrée par Bette Midler pour le film Au fil de la vie sorti en 1988. (Bette Midler a joué C.C. Bloom là-dedans.) Aux États-Unis, en octobre 1989, elle a atteint la 1re place sur le Billboard Hot 100. En février 1990, la chanson/enregistrement a recu les Grammys de la chanson de l'année et de l'enregistrement de l'année.

## Accolades
La chanson (dans la version du film de 1988 Au fil de la vie, chantée par Bette Midler) fut classée 44e dans la liste des « 100 plus grandes chansons du cinéma américain » selon l'American Film Institute (AFI).